# Luigi Mapelli
Luigi Mapelli (Bellinzago, 15 ottobre 1855 – Milano, 4 agosto 1913) è stato un compositore e direttore d'orchestra italiano.

## Biografia
Nato a Bellinzago Lombardo, figlio del campanaro della chiesa locale, nel 1872 si iscrisse al Conservatorio di Milano, dove ebbe tra i suoi insegnanti Polibio Fumagalli, Angelo Panzini, Franco Faccio e Antonio Bazzini. Qui fece eseguire le sue prime composizioni: un'ouverture, una serenata per organo e, come saggio di diploma, il 23 agosto 1879, una sinfonia.
Nel 1884 vinse il primo Concorso Sonzogno per atti unici di compositori esordienti con Anna e Gualberto, su libretto di Ferdinando Fontana, ex aequo con Guglielmo Zuelli (La fata del Nord). Le due opere furono rappresentate al Teatro Manzoni (Milano) il 4 maggio di quell'anno.
Dopo la vittoria al Concorso Sonzogno, a partire dal 1885 Mapelli si dedicò soprattutto alla didattica, ricoprendo le due cattedre di armonia e di contrappunto e fuga (quest'ultima come supplente e dal 1887 come professore) al Conservatorio di Milano. Tra i suoi allievi vi fu Federico Caudana, Arturo Cadore.
Le sue Melodie sacre furono pubblicate da Bertarelli, a Milano, a cura di Lorenzo Perosi. Alcuni suoi mottetti vengono eseguiti dalla Cappella del Duomo di Milano fin dai tempi della direzione di Luciano Migliavacca, che ne fu grande estimatore.

## Composizioni

### Opere liriche
- Anna e Gualberto, su libretto di Ferdinando Fontana (Milano, Teatro Manzoni, 4 maggio 1884)

### Musica sinfonica
- Ouverture per orchestra (1875)
- Sinfonia (1879)

### Musica sacra
- Messa di requiem per Vittorio Emanuele II (1899)
- Norma Sanctorum, corale a cinque voci reali (soprano, contralto, 2 tenori, basso) con armonium ad libitum, per il XIII centenario della morte di San Gregorio Magno (1904)
- Salmo VIII a otto voci a cappella
- Veritas mea
- Alla mente confusa, preghiera per quattro voci e pianoforte, versi di Giuseppe Giusti
- Tu es via, mottetto per quattro voci e organo
- Justus ut palma florebit, mottetto per due voci e organo
- Tantum ergo a due voci
- Ave Maria a due voci con organo o armonium
- Beata Mater , antifona per soprano e contralto con accompagnamento di armonium
- Spes per quattro voci e organo
- Missa Benedicamus Domino per quattro voci e organo
- Orietur, mottetto per la festa dell'Epifania, a tre voci maschili
- Ego sum panis vivus, antifona a quattro voci
- In paradisum, antifona per voce sola
- Tota pulchra, per soprano e contralto (tenore e basso ad libitum) con accompagnamento d'organo
- Lux æterna, per coro a quattro voci e organo ad libitum

### Composizioni vocali da camera
- A Santa Maria di Oropa, versi di Giovanni Camerana, per le nozze di Margherita Tamagno e Alfredo Talamona (eseguita nell'occasione da Francesco Tamagno e incisa dallo stesso tenore)
  - Sono sola!, romanza per mezzosoprano e pianoforte, versi di Cesare Cantù
  - Alla sposa, melodia per soprano e pianoforte «per le fauste nozze Carnielo-Fellini»
  - Luglio
  - Fantasie del core, album di 6 pezzi vocali da camera con accompagnamento di pianoforte, premiato al Concorso Rossini dell'Accademia Filarmonica di Bologna
    - Alla speranza, melodia declamata per soprano, versi di Amintore Galli
    - Ad una rondine, canzonetta per soprano, versi di Eugenio Pavesi
    - Italo marinar, remigata per baritono, versi di Francesco Dall'Ongaro
    - Dolce sera, romanza per tenore, versi di Enrico Panzacchi
    - Povero fiorellin, melodia per mezzosoprano, versi di Lorenzo Stecchetti
    - Qual bianca colombella, serenata per tenore, versi di Gaetano Galante

### Altro
- Serenata per organo (1876)
- Romanza per pianoforte